# كرة الأرض (رياضة)
كرة الأرض (بالإنجليزية: Floorball)‏ وهو نوع من هوكي الأرض وتلعب داخل الصالات بشكل جماعي تطورت في السبعينات في السويد، ولها شعبية كبيرة في عدة دول أوروبية منها تشيكيا والدنمارك وإستونيا وفنلندا ولاتفيا والنرويج والسويد وسويسرا وتلعب هذه الرياضة على أرضية خشبية صلبة ويتم تحريك الكُرة بواسطة عصي موجودة عند كُل لاعب وعدد اللاعبين في كُل فريق هو 5 بالإضافة إلى حارس المرمى، بدأت هذه الرياضة تجتذب معجبين لها من الولايات المتحدة وكندا وأستراليا وألمانيا وآيرلندا وسنغافورة واليابان وماليزيا.